# الإمبراطور سينيه
الإمبراطور سينيه (باليابانية: 清寧天皇 سينيه تينو) هو الإمبراطور الثاني والعشرون في اليابان حسب قائمة أباطرة اليابان. لا يوجد أي تواريخ محددة عن فترة حياته أو حكمه. ولكن يعتقد أن فترة حكمه كانت في أواخر القرن الخامس الميلادي.